# Teratolepis fasciata
Teratolepis fasciata är en ödleart som beskrevs av  Edward Blyth 1854. Teratolepis fasciata ingår i släktet Teratolepis och familjen geckoödlor. Inga underarter finns listade i Catalogue of Life.